# Rombitrišestkotno tlakovanje
Rombitrišestkotno tlakovanje je v geometriji polpravilno tlakovanje evklidske ravnine. Ima en trikotnik, en šestkotnik in po en šestkotnik na vsakem oglišču (pri tlakovanju je to točka, kjer se stikajo tri ali več ploščic tlakovanja). Schläflijev simbol je t0,2{3,6}.
Znana so tri pravilna tlakovanja in osem  polpravilnih tlakovanj v ravnini.
John Horton Conway (rojen 1937) ga je imenoval rombišestdeltil . Lahko ga obravnavamo kot kantelirani ali razširjeno šestkotno tlakovanje. 

## Uniformno barvanje
Obstoja samo eno uniformno barvanje rombitrišestkotnega tlakovanja. Če imenujemo barve s števili okoli oglišča (3.4.6.4) je to samo 1232. 

## Sorodni poliedri in tlakovanja
| 2                 | 3                | 4                | 5                | 6                         |
| ----------------- | ---------------- | ---------------- | ---------------- | ------------------------- |
| diagonalna kupola | tristrana kupola | kvadratna kupola | petstrana kupola | šeststrana kupola (ravna) |

Tlakovanje je topološko povezano z zaporedjem kanteliranimi poliedri, ki imajo sliko oglišč (3.4.n.4) in se nadaljujejo kot tlakovanja v hiperbolično ravnino. Te  ogliščnoprehodne oblike imajo (*n32) zrcalno simetrijo.
| Sferna/ravninska simetrija | *232 [2,3] D3h | *332 [3,3] Td | *432 [4,3] Oh | *532 [5,3] Ih | *632 [6,3] P6m | *732 [7,3] | *832 [8,3] |
| Red simetrije              | 12             | 24            | 48            | 120           | ∞              | ∞          | ∞          |
| Coxeter Schläfli           | t0,2{2,3}      | t0,2{3,3}     | t0,2{4,3}     | t0,2{5,3}     | t0,2{6,3}      | t0,2{7,3}  | t0,2{8,3}  |
| -------------------------- | -------------- | ------------- | ------------- | ------------- | -------------- | ---------- | ---------- |
| Razširjena oblika          | 3.4.2.4        | 3.4.3.4       | 3.4.4.4       | 3.4.5.4       | 3.4.6.4        | 3.4.7.4    | 3.4.8.4    |
| Deltoidna oblika           | V3.4.2.4       | V3.4.3.4      | V3.4.4.4      | V3.4.5.4      | V3.4.6.4       | V3.4.7.4   |            |

## Wythoffova konstrukcija iz šestkotnih in trikotnih tlakovanj
| Wythoff            | 3 \| 6 2 | 2 3 \| 6  | 2 \| 6 3 | 2 6 \| 3  | 6 \| 3 2 | 6 3 \| 2  | 6 3 2 \|    | \| 6 3 2  |         |             |
| Schläfli           | {6,3}    | t0,1{6,3} | t1{6,3}  | t1,2{6,3} | t2{6,3}  | t0,2{6,3} | t0,1,2{6,3} | s{6,3}    | h0{6,3} | h1,2{6,3}   |
| Coxeter            |          |           |          |           |          |           |             |           |         |             |
| ------------------ | -------- | --------- | -------- | --------- | -------- | --------- | ----------- | --------- | ------- | ----------- |
| Slika Slika oglišč | 6.6.6    | 3.12.12   | 3.6.3.6  | 6.6.6     | {36}     | 3.4.6.4   | 4.6.12      | 3.3.3.3.6 | (3.3)3  | 3.3.3.3.3.3 |

## Pakiranje krožnic
Rombitrišestkotno tlakovanje se lahko uporabi za pakiranje krožnic. Vsaka krožnica je v dotiku s tremi drugimi krožnicami v pakiranju. (glej problem dotikalnega števila). Praznine med šestkotniki dovoljujejo vnos dodatne krožnice, da s tem dobimo gostejše pakiranje.